# Réserve naturelle régionale du coteau et prairies des Caforts
La réserve naturelle régionale du coteau et prairies des Caforts (RNR215) est une réserve naturelle régionale de la région Pays de la Loire. Créée le 14 décembre 2009, elle couvrait initialement une superficie de 3,2 hectares puis 6,35 hectares depuis le 7 juillet 2023 et protège un coteau calcaire ainsi que des galeries souterraines issues d'anciennes carrières.

## Localisation

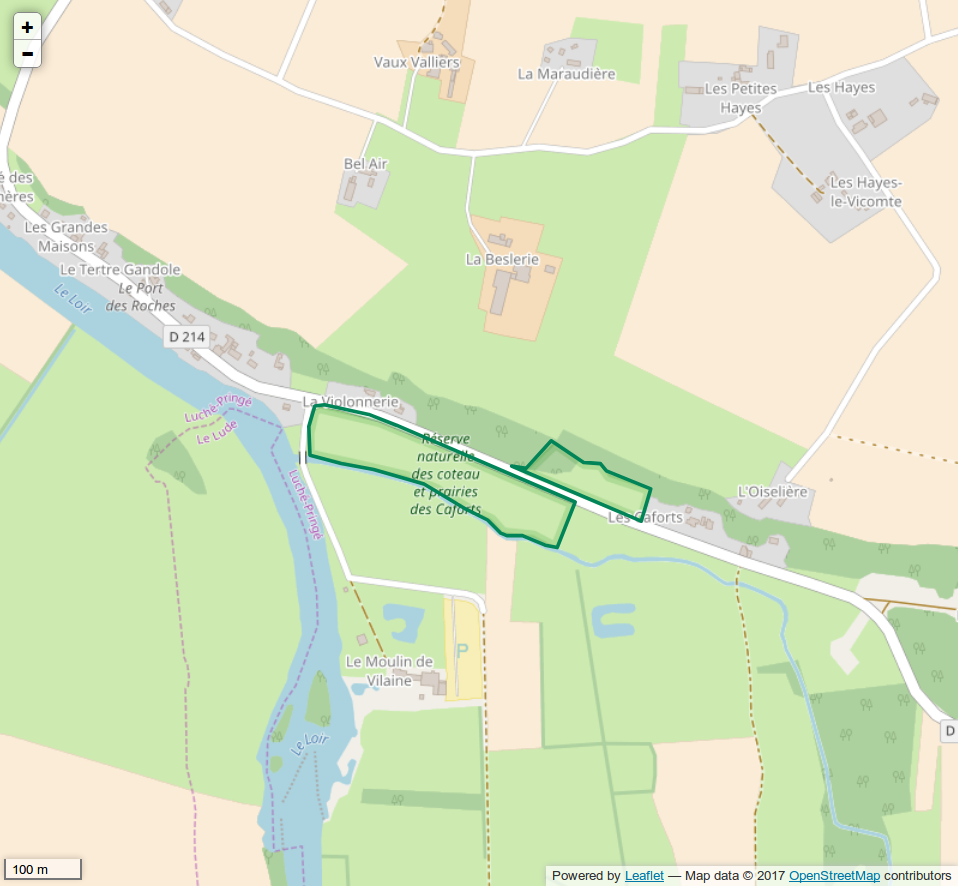
Périmètre de la réserve naturelle.

La réserve est située au sud du département de la Sarthe, au cœur de la vallée du Loir sur la commune de Luché-Pringé.

## Histoire du site et de la réserve
La présence de calcaire tuffeau datant du Turonien en vallée du Loir a favorisé l'implantation de carrières dès le Moyen Âge. Le site des Caforts à Luché-Pringé comporte 910 mètres de galeries souterraines ainsi qu'une maison troglodytique. Les carrières ont progressivement laissé place à des champignonnières jusque dans les années 1970.
Le site est géré par le Conservatoire d'espaces naturels de la Sarthe depuis 1993, qui a fait l'acquisition du coteau et de la cavité souterraine en 1995, puis de la prairie humide située de l'autre côté de la route départementale en 2005. Le 14 décembre 2009, le site des Caforts est classé Réserve naturelle régionale par le Conseil régional des Pays de la Loire.

## Écologie (biodiversité, intérêt écopaysager…)
Le site des Caforts regroupe un coteau, une prairie humide alimentée par le ruisseau l'Organne qui se jette dans le Loir à proximité du site, ainsi qu'une cavité souterraine. On y compte 274 espèces végétales et 256 espèces faunistiques.

### Flore

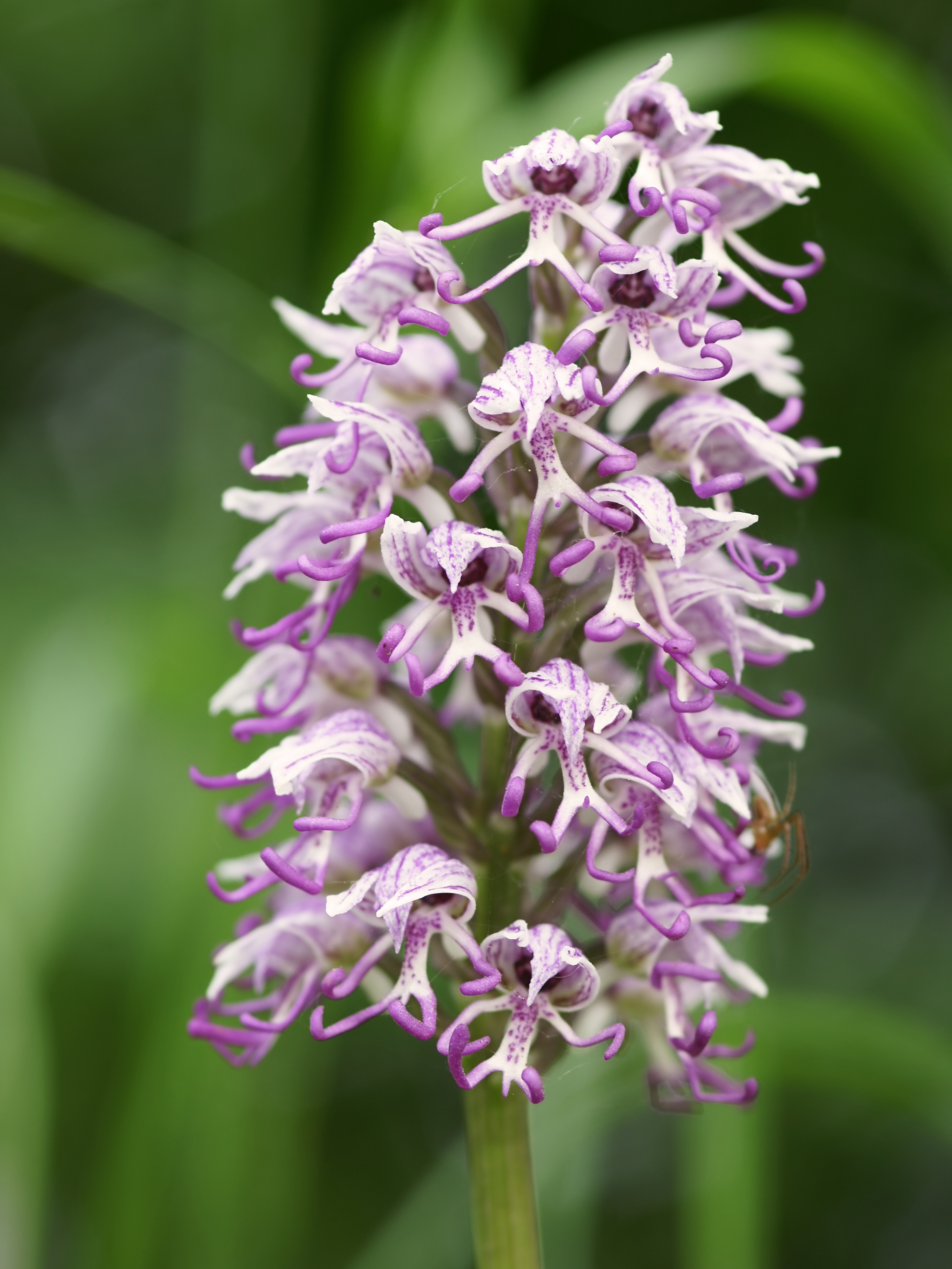
Orchis singe

Parmi les espèces remarquables, on peut noter le Souchet long (Cyperus longus), le Pigamon jaune (Thalictrum flavum), l'Orchis singe (Orchis simia), l'Ophrys araignée (Ophrys sphegodes), la Bugrane jaune (Ononis natrix) et le Grémil pourpre bleu (Buglossoides purpurocaerulea).

### Faune
Le site des Caforts abrite seize espèces de Chauves-souris (12 dans la cavité souterraine, 4 sur le coteau) parmi lesquelles le Grand rhinolophe (Rhinolophus ferrumequinum ), le Murin de Beschstein (Myotis bechsteinii) ou la Noctule commune (Nyctalus noctula).
Dans les reptiles fréquentant le site, on trouve le Lézard vert (Lacerta bilineata ), le Lézard des murailles (Podarcis muralis) et la Vipère aspic (Vipera aspis).

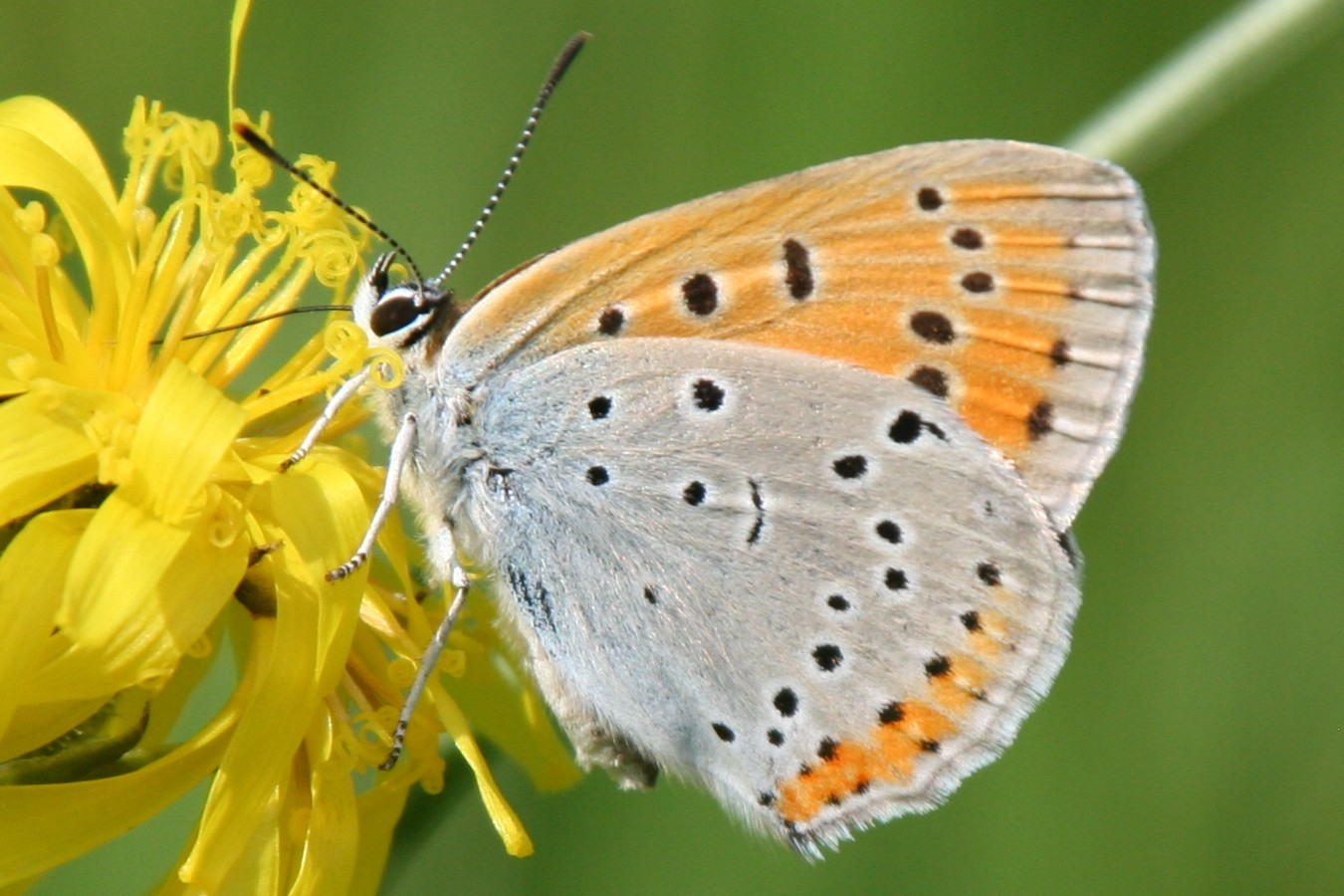
Cuivré des marais femelle

Parmi les papillons remarquables, on trouve le Cuivré des marais (Lycaena dispar), le Nacré de la sanguisorbe (Brenthis ino), l'Azuré du serpolet (Phengaris arion) et l'Azuré bleu céleste (Lysandra bellargus).

## Intérêt touristique et pédagogique
L'accès du public au site est libre dans le respect de la réglementation.

## Administration, plan de gestion, règlement
La réserve naturelle est gérée par le Conservatoire d'espaces naturels des Pays de la Loire.

### Outils et statut juridique
La réserve naturelle a été créée par une délibération du 14 décembre 2009. Le périmètre est étendu à 6,35 ha par une délibération du 7 juillet 2023.
Le site est inclus dans deux ZNIEFF (« Coteau du Loir et carrière souterraine de la Violonnerie », « Vallée du Loir de Pont-de-Braye à Bazouges ») et dans la zone Natura 2000 de la Vallée du Loir de Vaas à Bazouges.